# Casearia puberula
Casearia puberula är en videväxtart som beskrevs av André Guillaumin. Casearia puberula ingår i släktet Casearia och familjen videväxter. Inga underarter finns listade i Catalogue of Life.